# Allopodagrion erinys
Allopodagrion erinys е вид водно конче от семейство Megapodagrionidae.

## Разпространение
Видът е разпространен в Аржентина.